# Geonet Names Server
Geonet Names Server (GNS) är en webbplats för National Geospatial-Intelligence Agency (NGA) och United States Board on Geographic Names (BGN) databaser med geografiska namn på platser utanför USA. Det är den officiella databasen för platser med utländska namn godkända av BGN. Cirka 20 000 av databasens objekt uppdateras varje månad. Databasen tar aldrig bort en post, "förutom i händelse av uppenbar dubblering".